# Arica (província)
Arica é uma província do Chile localizada na Região de Arica e Parinacota. Possui uma área de 8.726,40 km² e uma população de 186.488 habitantes (92.487 masculina e 94.001 feminina) (2002). Sua capital é a cidade de Arica. É apelidada de "Cidade da eterna Primavera", pois seu clima é agradável durante todo ano, variando pouco sua temperatura mesmo nas mudanças de estações.

## Localização
Arica está localizada no extremo norte do Chile (na costa Oeste), muito próximo à fronteira do Peru e Bolívia, por isso tornou-se um ponto de conexão por via terrestre entre os três países.

## História

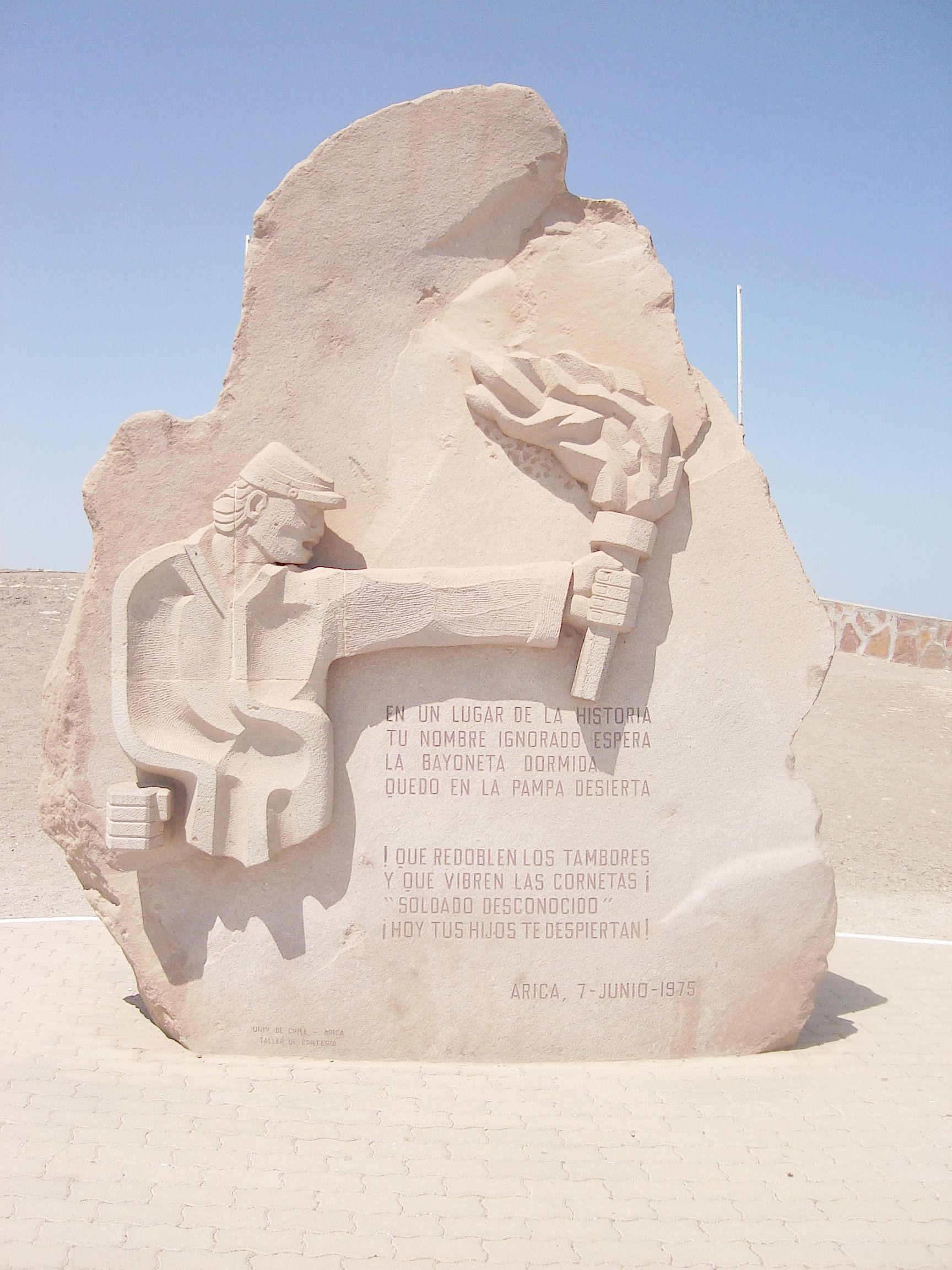
Homenagem aos soldados da guerra - Morro de Arica

Arica é uma região que é povoada há mais de 10 mil anos, e foi ocupada por diversos povos durante toda história: Chinchorro, Tiwanaku, espanhóis.
Quando foi descoberto pelos espanhóis as minas de prata em Potosí, Arica era o principal porto de exportação para a prata. Aumentando o movimento na cidade, assim se tornou uma cidade muito povoada. E tamanha importância do porto de Arica, os piratas mais famosos da época foram visitar a cidade, entre eles Francis Drake e Thomas Cavendish.
Em 1868, a cidade teve quase sua totalidade destruída por um terremoto de 8,5 Graus na Escala de Richter, que foi seguido por uma Tsunami.
Entre as construções históricas estão a Catedral de San Marcos (desenhada por Gustave Eiffel) e o edifício da antiga aduana. Além disso o Museu Histórico de Armas e Museu Antropológico, em San Miguel de Azapa, onde se encontram as múmias mais antigas do mundo (Múmias de Chinchorro) e várias informações sobre os povos antigos da região.
Foi uma importante região durante a Guerra do Pacífico, que anteriormente pertencia a Peru.
Na cidade de Arica se encontra o estádio Carlos Dittborn, palco de jogos da Copa do Mundo de 1962, onde o Brasil foi bicampeão mundial.

## Economia
É uma região economicamente importante para o Chile, conta com o Aeroporto Internacional Chacalluta, ferrovia Tacna - Arica e com um Terminal Rodoviário Nacional. Possuí uma montadora da General Motors, para atender o mercado interno chileno e também para exportar para países latino-americanos.
Como já dito, o porto de Arica, de grande importância para região, tento serve para carga e descarga de mercadorias, como também embarque e desembarque para cruzeiros.
Próximo à província podemos encontrar o vale de Azapa e o vale de Lluta, onde se cultivam, respectivamente hortaliças, cítricos, azeitonas e frutas tropicais.
Após um longo período de sucesso econômico com a exploração do salitre, com a finalização das explorações do salitre, o governo chileno determinou que a região seria uma Zona Franca industrial e comercial.

## Turismo

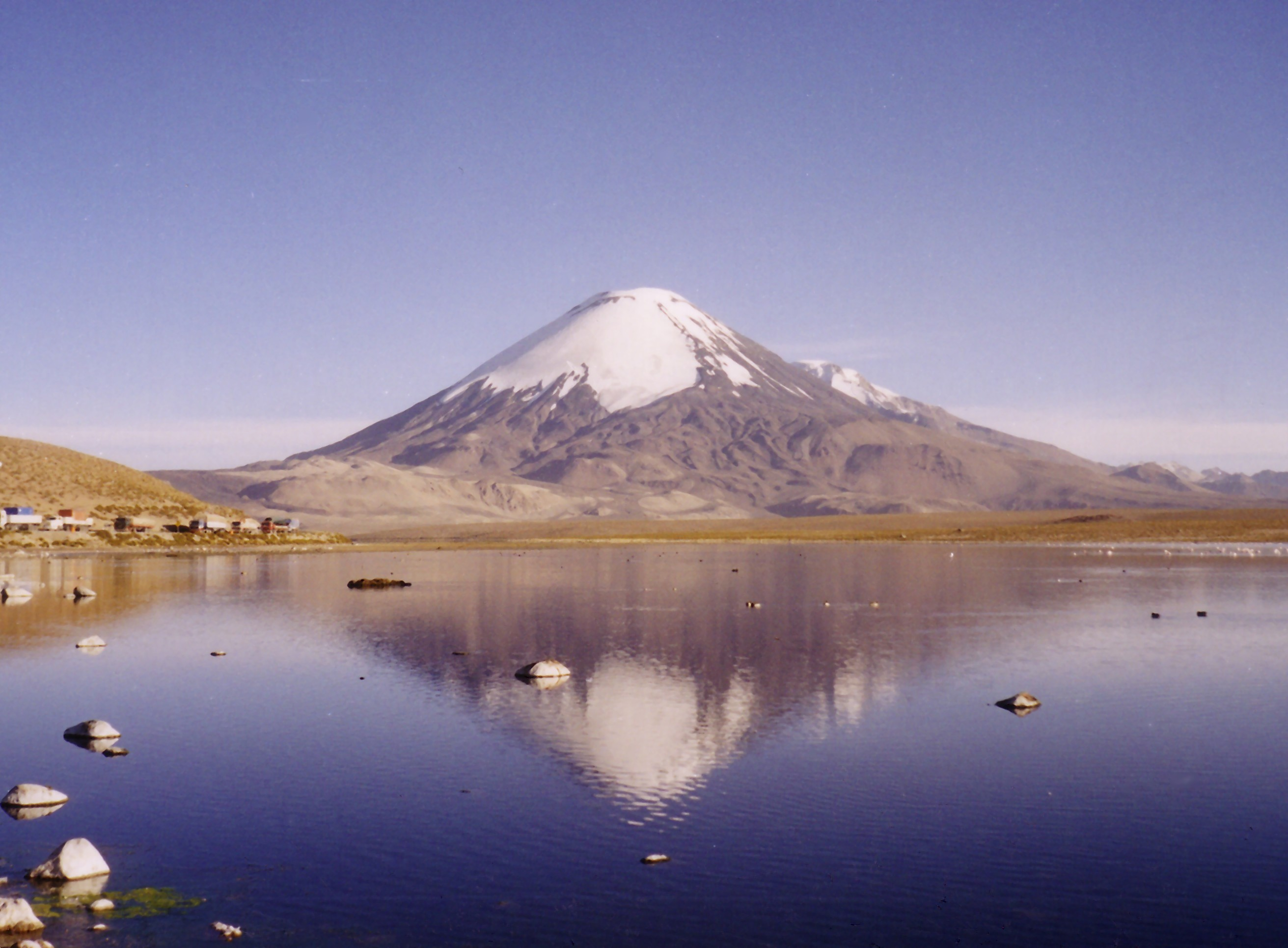
Lago Chungará e o Vulcão Parinacota ao fundo.

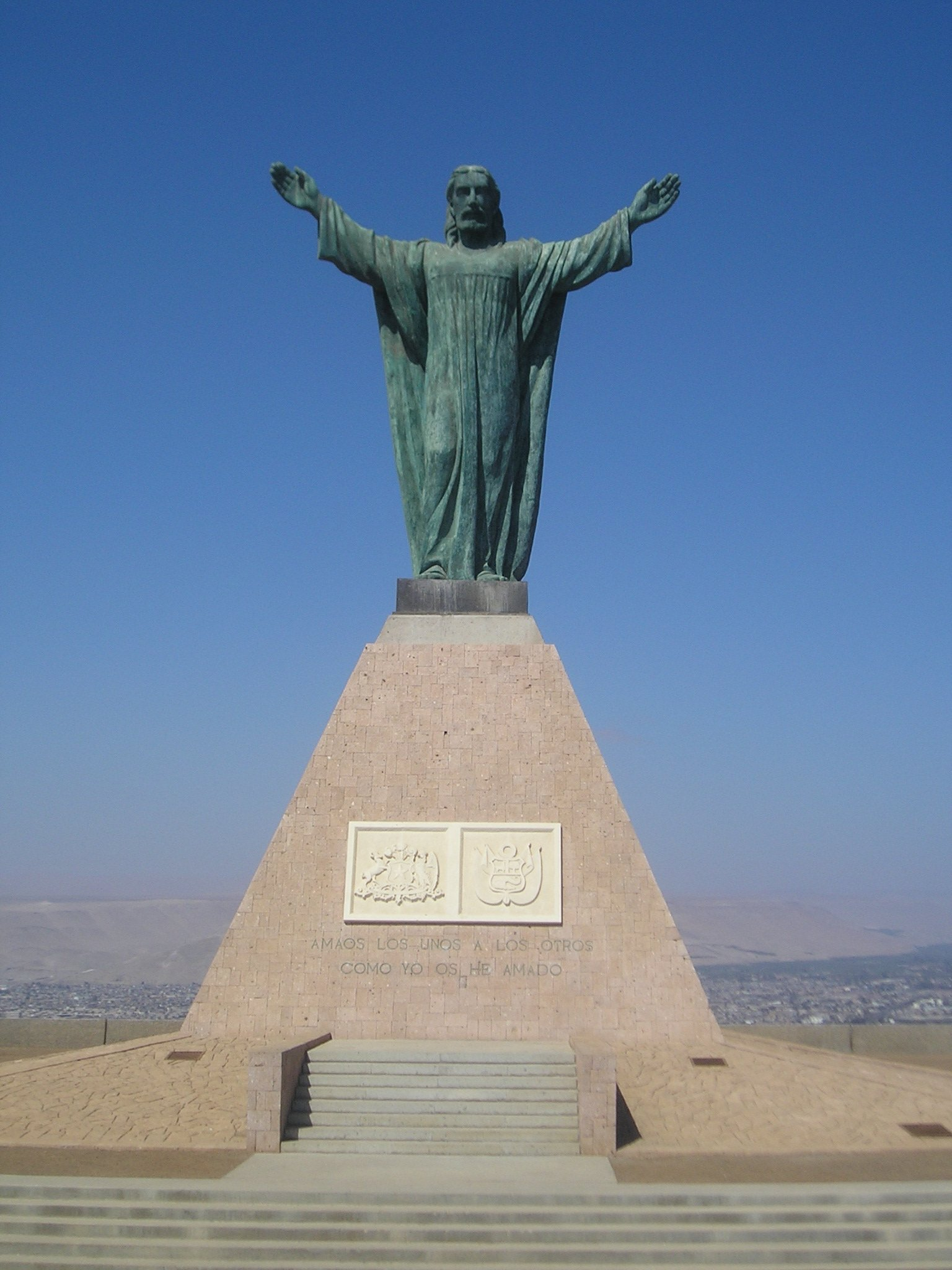
Cristo da paz - Morro de Arica

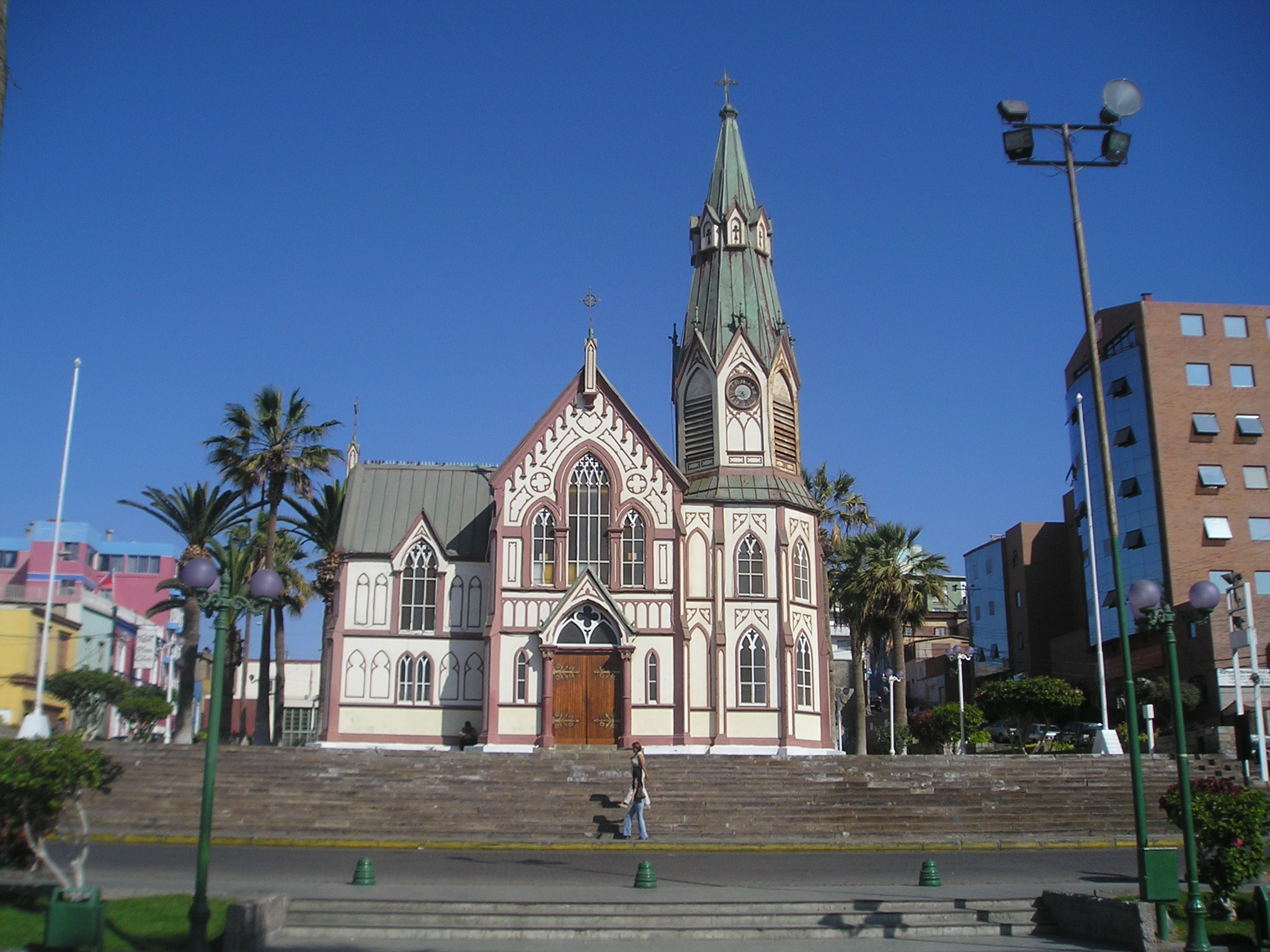
Igreja de São Marcos

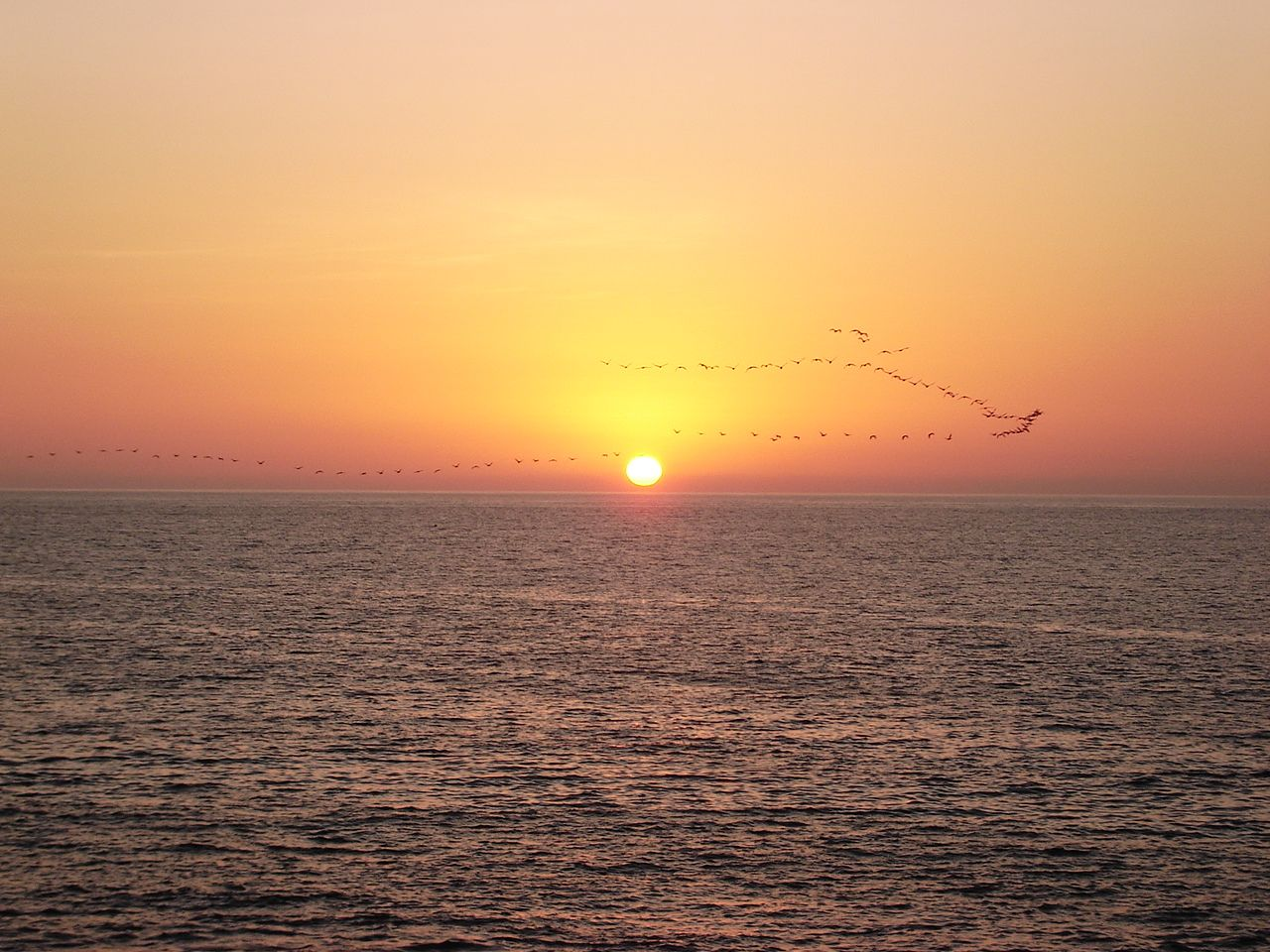
Pôr do Sol - Praia Corazones

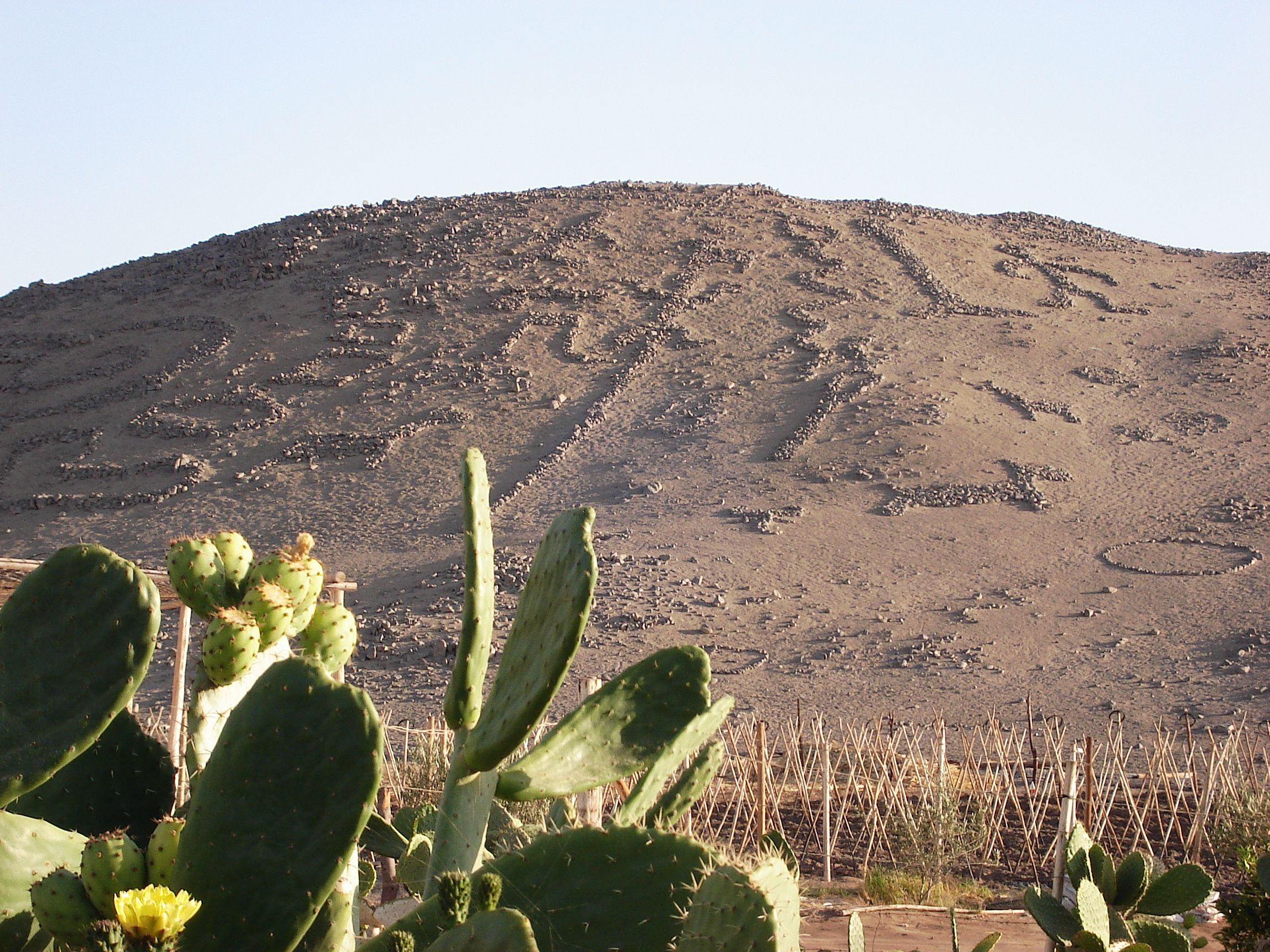
Geoglifos

Arica tem uma infra-estrutura excelente para receber o turista, com muitos bares restaurantes e hospedagens, esta na Rota Bolívia-Peru-Chile. Na cidade de Arica inclusive, pode-se encontrar um casino.
Como já dito anteriormente, Arica é uma Zona Franca, e é altamente atrativa para os turistas para fazer compras de roupas ou principalmente eletrônicos, com preços muito atraentes e tudo legalizado.
Existem passeios para conhecer os principais pontos turísticos da região. Onde você pode sair do nível do mar com temperatura agradável, das praias de Arica para o Parque Nacional Lauca na província de Parinacota e em cerca de 3 horas estar a mais de 4 mil metros vendo a neve cair no lago mais alto do mundo, o Lago Chungará, ou ainda com um pouco mais de tempo e esforço subir à mais 6 mil metros e alcançar o cume dos vulcões gêmeos Payachatas. E no meio do caminho conhecer igrejas da época da colonização e visualizar os geóglifos encontrados no vale de Lluta. 
Nas regiões mais altas encontrará também campos com inúmeras Lhamas, todas com pequenos panos com cores diferentes pendurados nas lhamas, aparentemente para algum tipo de identificação. 
A aproximadamente 100 km ao sul de Arica, no vale de Codpa, é possível degustar o centenário vinho Pintatani e conhecer um importante legado cultural do período Tiwanaku e colonial.

### Morro de Arica
Na cidade de Arica, se encontra o Morro de Arica, um lugar onde pode-se ter uma vista privilegiada de toda cidade de Arica e é onde se encontra Museu Histórico de Armas. Foi um ponto extremamente estratégico durante a Guerra do Pacífico, encontra-se até hoje canhões e trincheiras usados na guerra.
Tem aproximadamente 130 metros de altura, em 1999 foi construído também "El Cristo de la Paz", uma estátua de Cristo, que leva a bandeira do Peru e do Chile, com intuito de comemorar a paz entre os 2 países.

### Catedral de San Marcos de Arica
A construção foi encomendada pele então presidente José Balta, aos moldes do arquiteto francês Gustave Eiffel. Foi construída em 1876 sobre os escombros da antiga igreja, que foi destruída no terremoto de 1868, foi construída toda em metal, exceto por suas portas de madeira. O seu padroeiro São Marcos, é comemorado todo dia 15 de abril. É declarado Monumento Histórico Nacional desde 1984.

### Museo del Mar de Arica
Estuda a vida marinha e possuí um aquário onde pode-se observar um pequeno ecossistema marinho.

### Casino Arica
É o segundo mais antigo casino do país fundado em 1960. Conta com 3 restaurantes, 3 bares e um centro de eventos. 240 Caça-níqueis e 16 mesas de jogos, sendo um dos mais importantes do país.

### Praias
- El Laucho
- La Lisera
- Playa Brava
- Corazones

## Comunas
- Arica
- Camarones